# 岩佐義弘
岩佐 義弘（いわさ よしひろ、1971年6月29日 - ）は、日本の政治家。徳島県阿南市長（1期）。前徳島県議会議員（2期）。

## 来歴
徳島県那賀郡羽ノ浦町（現・阿南市羽ノ浦町岩脇）生まれ。阿南市立岩脇小学校、阿南市立羽ノ浦中学校、徳島県立富岡東高等学校卒業。1994年、広島大学理学部卒業。
2012年から2015年6月にかけて、JA東とくしま理事を務めた。
2015年に行われた徳島県議会議員選挙に阿南市選挙区（定数4）から無所属で立候補し、トップで初当選した。2019年の県議選は自民党公認で立候補し再選。
2023年1月28日、任期満了に伴う阿南市長選挙に出馬の意向であることがメディアで報じられた。同年4月の県議選は不出馬。
同年11月12日、阿南市長選挙が告示され、現職1期目の表原立磨、岩佐、会社経営者の轟勇輝心の3人が立候補した。岩佐が選挙公報に掲げた主な選挙公約は以下のとおり。
- 市内の全世帯に10万円を現金給付。
- 18歳未満の子ども1人につき3万円を現金給付。
- 小中学校給食費の完全無償化。
- 阿南中央図書館（仮称）を市民会館跡地に建設。

11月19日投開票。現金給付公約が奏功し、表原らを破り初当選した。12月7日、市長就任。
※当日有権者数：58,682人 最終投票率：55.61%（前回比：2.67pts）
| 候補者名 | 年齢 | 所属党派 | 新旧別 | 得票数   | 得票率 | 推薦・支持 |
| -------- | ---- | -------- | ------ | -------- | ------ | ---------- |
| 岩佐義弘 | 52   | 無所属   | 新     | 16,486票 | 50.87% |            |
| 表原立磨 | 48   | 無所属   | 現     | 14,959票 | 46.15% |            |
| 轟勇輝心 | 27   | 無所属   | 新     | 967票    | 2.98%  |            |

2024年1月15日、岩佐が市長選で公約に掲げた「市内全世帯に現金10万円給付」「18歳未満の子どもに1人3万円給付」について、実施のための予算案が市議会で賛成多数で可決された。給付金総額は34億8950万円。このうち約9億5340万円分は低所得者を対象にした国の交付金事業で、残り約25億3610万円を市の一般財源で賄うとした。同年5月までに全世帯の98％あまりが10万円を受け取った。
同年6月26日、市民2人と阿南市議会議員の2人が、市の監査委員事務局を訪れ、岩佐が市の財政調整基金を取り崩して全世帯に10万円を給付したことは、条例や地方自治法などに違反しているとして岩佐に２５億円の損害賠償を求める住民監査請求を行った。